# Elisha Foote
Elisha Foote (1 de agosto de 1809 - 22 de outubro de 1883) foi um juiz, inventor e matemático norte-americano. Serviu como o décimo primeiro Comissário de Patentes dos Estados Unidos de 1868 a 1869. Foi casado com a cientista e activista dos direitos das mulheres Eunice Newton Foote.

## Juventude
Foote nasceu em Lee, Massachusetts, no dia 1 de agosto de 1809. Era filho de Elisha Foote (falecido a 8 de abril de 1846) e Delia (nascida Battle) Foote.:719–720:159 Era primo do senador americano Solomon Foot, de Vermont.  Foote foi educado no Instituto Albany.

## Carreira
Foote estudou direito com o juiz Daniel Cady em Johnstown, Nova York. Henry Stanton, marido da filha do juiz Cady, Elizabeth, também estudou com o pai dela.:158 Durante o seus estudos, Foote trabalhou como professor e agrimensor. Depois de ser admitido na Ordem dos Advogados, estabeleceu-se no oeste de Nova York. A 12 de agosto de 1841, casou-se com Eunice Newton de East Bloomfield, Nova Iorque.:720:159 Ela tornar-se-ia numa cientista e inventora.:65–67 Eles teriam duas filhas, enquanto moravam em Seneca Falls, Mary, nascida a 21 de julho de 1842, que mais tarde se tornou artista, feminista e escritora:65 e Augusta, nascida a 24 de outubro de 1844, que mais tarde se tornou escritora.:41
Foote foi autor de vários livros e artigos sobre matemática.